# NK Varaždin
L'NK Varaždin és un club de futbol croat de la ciutat de Varaždin.

## Història
El club va ser fundat el 3 de juny de 1931 amb el nom de NK Slavija, que mantingué fins al 1941. Durant la Segona Guerra Mundial, el club deixà d'existir temporalment i fou reorganitzat amb el nom de NK Tekstilac el 1945. El nom Varteks fou adoptat el 1958. El nom prové d'una empresa tèxtil local, principal patrocinador del club.
El primer èxit del club fou l'any 1938, quan es classificà per participar en la primera lliga iugoslava. També fou finalista de la copa iugoslava el 1961. Fou membre fundador de la lliga croata el 1991. A nivell internacional, el seu major èxit fou arribar a quarts de final de la Recopa d'Europa l'any 1999, on fou derrotat pel RCD Mallorca.

## Jugadors destacats
- Branko Ivanković
- Dražen Ladić
- Marijan Mrmić
- Miljenko Mumlek
- Davor Vugrinec